# Mare Marginis

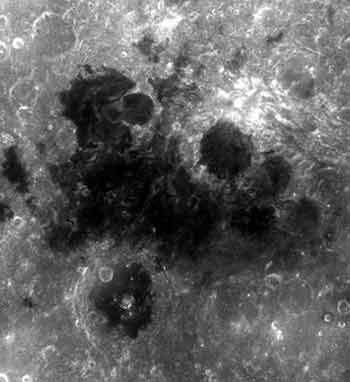
Mare Marginis

Mare Marginis (Latijn: zee van de rand) is een mare aan de oostelijke rand van de vanaf de Aarde zichtbare kant van de Maan.

## Beschrijving
Mare Marginis heeft een diameter van 420 kilometer. De mare heeft een onregelmatige vorm en het basalt is met hooguit twee kilometer tamelijk dun. Mare Marginis lijkt daarmee een laag gebied te zijn waarover lava uitgestroomd is, in plaats van een inslagbekken, zoals de meeste andere maria. In de omgeving van de mare bevinden zich een aantal met basalt gevulde inslagkraters. Ten noorden van de Mare Marginis ligt de krater Al-Biruni, ten zuidoosten Ibn Yunus en ten noordwesten Goddard. Het oppervlak van deze mare is gedeeltelijk bedekt met materiaal met een relatief hoog albedo, vergelijkbaar met de Reiner Gamma in de Oceanus Procellarum en is geassocieerd met een sterk magnetisch veld. Hoe deze lichter gekleurde structuren ontstaan zijn is onduidelijk. De Mare Marginis ligt op de antipode van het inslagbekken van de Mare Orientale en het is mogelijk dat de vorming van het lichter gekleurde materiaal daarmee verband heeft. De lichte kleur kan zijn veroorzaakt doordat het hogere magnetisch veld het oppervlak in de Mare Marginis beschermde tegen ruimteverwering. Andere hypotheses hoe het lichter gekleurde materiaal gevormd is zijn de inslag van een komeet of een uitbarsting van vulkanische gassen.

## Naamgeving
De benaming Mare Marginis is afkomstig van de Duitse astronoom en selenograaf Julius Heinrich Franz (1847-1913) . Eerder gaf Johannes Hevelius er de benaming Lacus Major Occidentalis  aan.

## Maankaarten
Kort na het beëindigen van het Apolloprogramma (NASA) werd een reeks gedetailleerde maankaarten gemaakt aan de hand van honderden orbitale hogeresolutiefoto's van het maanoppervlak, genomen tijdens de drie wetenschappelijke missies Apollo 15, Apollo 16 en Apollo 17. Een aantal van deze kaarten tonen kleine en uiterst kleine segmenten van Mare Marginis.